# Muro de Aguas
Muro de Aguas ist ein Ort und eine nordspanische Gemeinde (municipio) mit 54 Einwohnern (Stand: 2024) im Osten der Autonomen Gemeinschaft La Rioja.

## Lage und Klima
Die Gemeinde Muro de Aguas liegt ca. 58 km (Fahrtstrecke) südöstlich von Logroño in einer Höhe von 895 m. Das Klima ist gemäßigt bis warm; Regen (ca. 543 mm/Jahr) fällt übers Jahr verteilt.

## Bevölkerungsentwicklung
| Jahr      | 1970 | 1981 | 1991 | 2001 | 2011 | 2021 |
| Einwohner | 181  | 52   | 70   | 65   | 65   | 67   |

Infolge der Landflucht als Folge der Mechanisierung der Landwirtschaft ist die Zahl der Einwohner seit Beginn des 20. Jahrhunderts deutlich gesunken.

## Wirtschaft
Umland und Ort waren und sind in hohem Maße landwirtschaftlich geprägt. Seit den letzten Jahrzehnten des 20. Jahrhunderts spielt auch der Tourismus eine nicht unbedeutende Rolle.

## Sehenswürdigkeiten

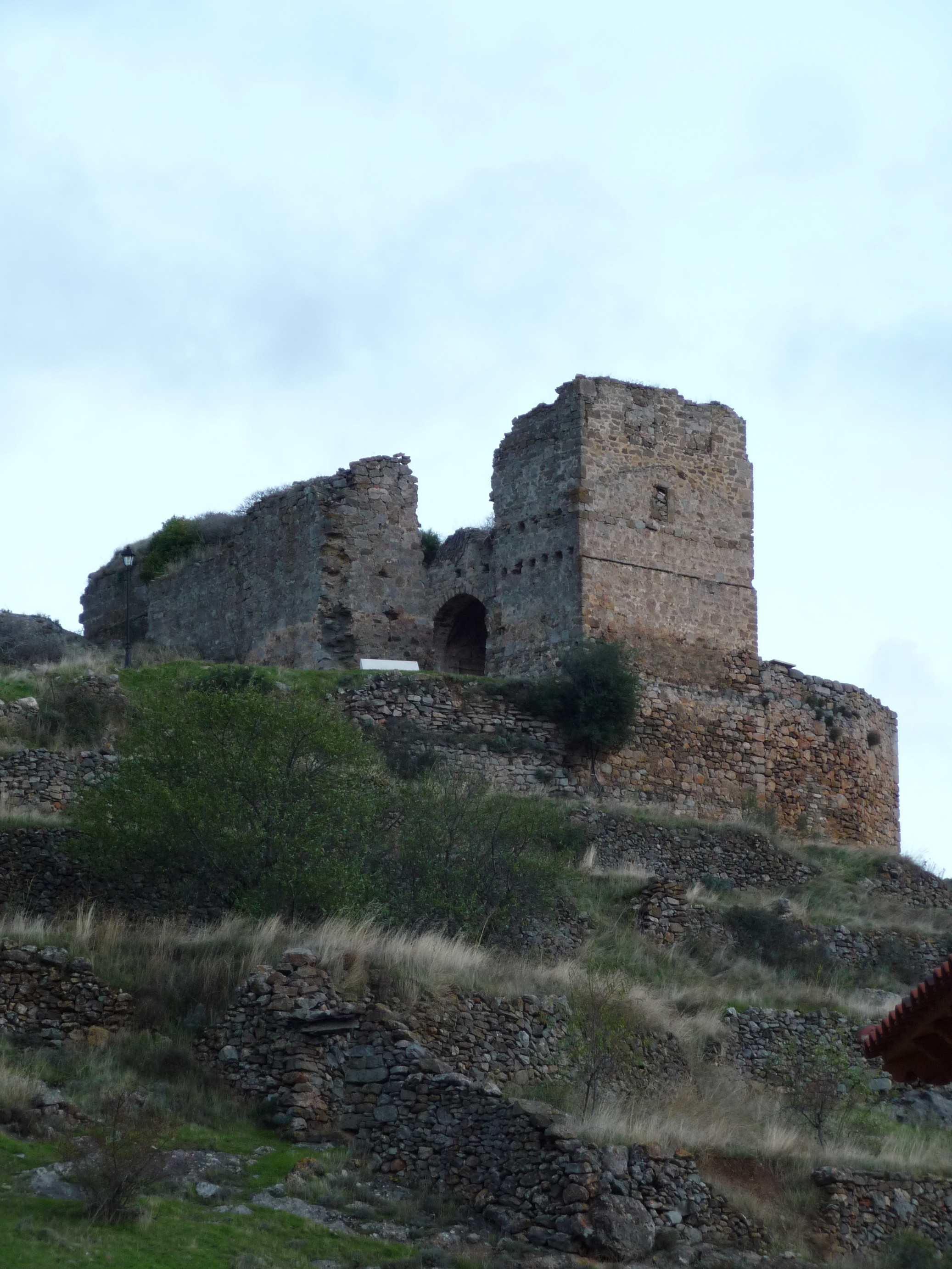
Kirchruine
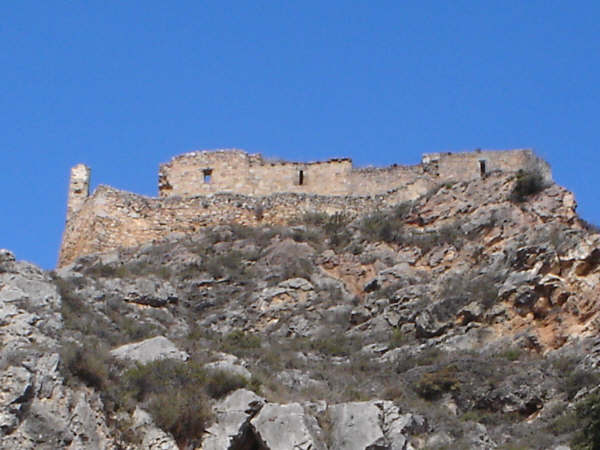
Burgruine
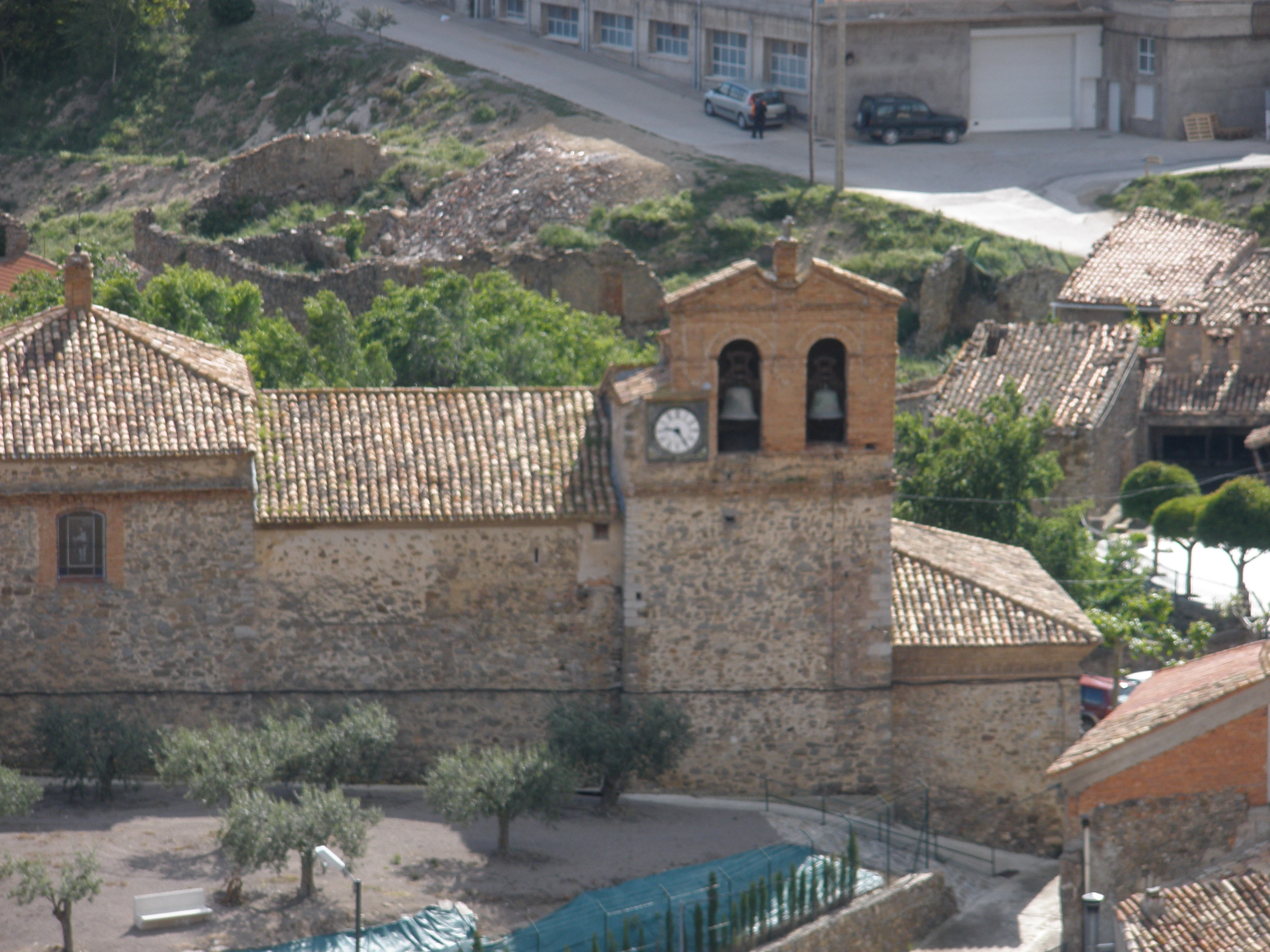
Kirche Mariä Himmelfahrt
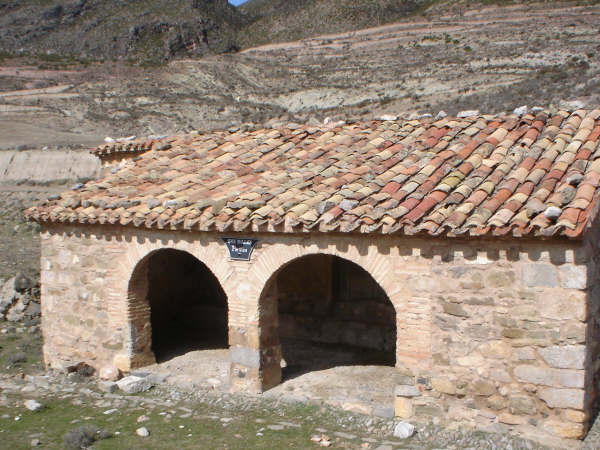
Milanuskapelle
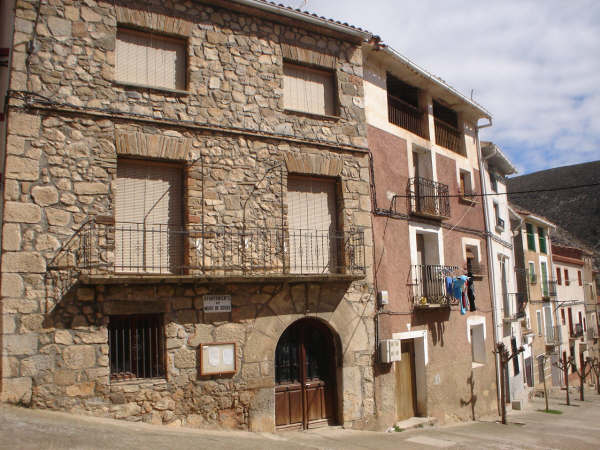
Rathaus

- Kirchruine
- Burgruine
- Kirche Mariä Himmelfahrt
- Milanuskapelle
- Rathaus